# Laška vas (Laško, Slovenija)
Laška vas je naselje u slovenskoj Općini Laškom. Laška vas se nalazi u pokrajini Štajerskoj i statističkoj regiji Savinjskoj. 

## Stanovništvo
Prema popisu stanovništva iz 2002. godine naselje je imalo 75 stanovnika.